# Andrés de León Garabito
Andrés de León Garabito e Illescas (1600-1675) fue un magistrado criollo, de origen andaluz. Ejerció la función de oidor en diversas audiencias indianas, llegando a encargarse de la Gobernación de Panamá (1638) y de la de Paraguay entre 1650 a 1653.

## Biografía
Sus padres fueron el jurista Francisco de León Garabito e Isabel de Illescas Zambrano, ambos de Sevilla. Inició sus estudios en el Colegio Real de San Martín (21 de septiembre de 1614), y luego pasó a la Universidad de San Marcos, donde se desempeñó como consiliario de los estudiantes y obtuvo el grado de Doctor en Leyes.
Viajó a España (1624), donde inició las pruebas requeridas para ser admitido en la Orden de Santiago (1625). Residió transitoriamente en Valladolid (1627), hasta su nombramiento como oidor de la Real Audiencia de Panamá (13 de abril de 1636), pero se mantuvo en la metrópoli para recibir el hábito de la mencionada orden (1638).
Al llegar a su destino, le tocó desempeñar las funciones de Presidente y Capitán General de Panamá de manera interina. Trasladado a la Real Audiencia de Charcas (26 de enero de 1643), se encargó de difíciles comisiones: El Virrey del Perú, García Sarmiento de Sotomayor, conde de Salvatierra, lo designó gobernador del Paraguay, con mandato expreso de someter a la rebelde provincia. Secundado por los jesuitas, armó un ejército de 4000 indios y se dirigió hacia la capital. Asunción se aprestó a la defensa. Después de reñida batalla, León Garabito entró en la ciudad; los indios cometieron crímenes de toda laya. Las familias asuncenas huyeron al Chaco. Apresado el obispo Bernardino de Cárdenas, fue nuevamente desterrado. Después de peregrinar muchos años en busca de justicia, la Santa Sede examinó su causa y lo eximió de toda culpa.
Posteriormente, se le envió como visitador de la Real Hacienda, desde donde informó sobre la situación general de aquella región. Volvió a sus funciones de oidor en Charcas, obteniniendo ahí su jubilación (4 de junio de 1670).

## Matrimonio y descendencia
Contrajo matrimonio en 1625 con su pariente, la sevillana Constanza María Messia de León Garabito (hija del veinticuatro Cristóbal Messia Venegas, corregidor de Écija y Ávila), con la cual tuvo a:
- Isabel Antonia de León Garabito, casada con Nicolás Sáenz de Aramburu, rector de la Universidad de San Marcos.
- Francisco de León Garabito Messia, cura de la villa de Arnedo.
- Leonor María de León Garabito, casada con Lope Antonio de Munive y Axpe (hijo del conde de Peñaflorida), presidente de la Real Audiencia de Quito, padres del I marqués de Valdelirios.

| Predecesor: Sebastián de León y Zárate | Gobernador del Paraguay 1650 - 1653 | Sucesor: Cristóbal de Garay y Saavedra |